# 西原マリンパーク

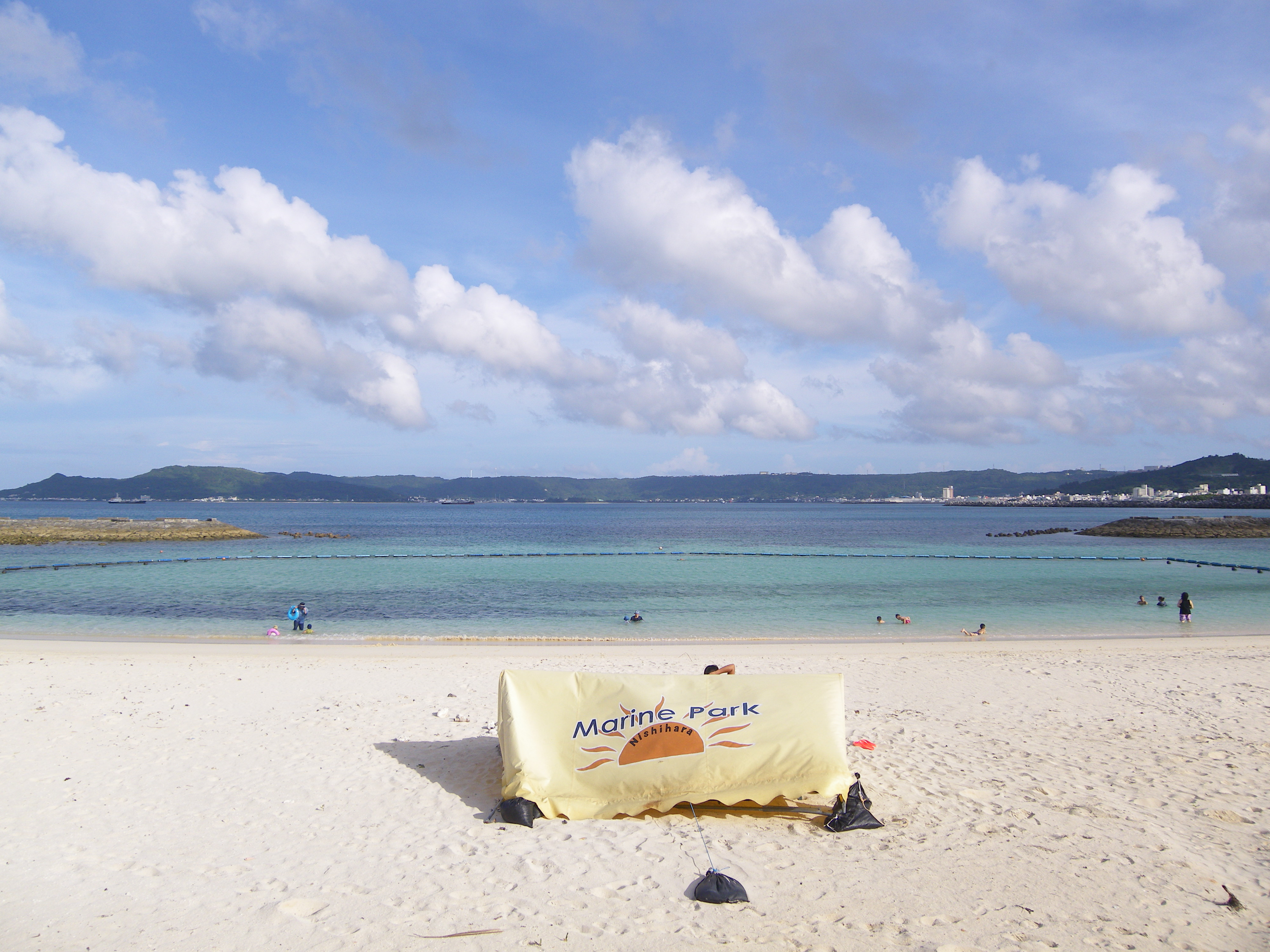
園内の様子

西原マリンパーク（にしはらマリンパーク、英文：Nishihara Marine Park ）は、沖縄県中頭郡西原町字東崎地内の中城湾埋立地に設置された海浜公園である。西原町が指定管理者となっている。

## 概要
沖縄島南部の東海岸沿いに位置し、中城湾（太平洋側）に面している。隣接して同与那原町のマリンタウンなどがある。ビーチハウス棟内に置かれている西原町施設管理課が管理している。
開園初年度である2007年度の来訪者数は12万7000人であったが、2年目の2008年度は38万4000人に急増した。当公園での各種イベントなどにより知名度が定着したことが要因とされている
2017年、クリード沖縄が命名権を県から年間126万9千円で取得しクリード西原マリンパークに変更

## 沿革
- 1997年 整備着工。
- 2007年4月28日 開園。

## 公園内施設
- 総面積 12.3ha
  - 西原きらきらビーチ（人工ビーチ）
  - スポーツ広場
  - 多目的広場
  - パーラー・売店
  - ビーチハウス棟
  - シャワー・ロッカー（有料）
  - ピクニック広場（バーベキュー炊飯等の野外活動が可能）

## 隣接地の施設
- マリンタウン東浜

## アクセス
モノレール
- 沖縄都市モノレール線の首里駅
  - 当駅(最寄り駅)前から、下記の346番・那覇西原線にて行くことができる。（首里駅前バス停の時刻表）。

路線バス
- 西原バス停（徒歩約11分）
  - 346番・那覇西原（首里駅前）線（那覇バス）
  - 333番・那覇西原（儀保駅前）線（那覇バス）
  - 30番・泡瀬東線（東陽バス）
- 試験場跡地バス停（徒歩約15分）
  - 30番・泡瀬東線（東陽バス）

- なお2008年9月1日～11月29日の期間において、「首里駅前」と当公園を結ぶ西原町乗合タクシー・バス実験が行われていたことがあった（上記の「346番」と、ほぼ同ルート。現在、この乗合タクシー・バス実験線は運行されていない）。